# モデルガンチャレンジャー
『モデルガンチャレンジャー』は、話の特集発行の銃及びトイガンの月刊専門雑誌。別名、月刊モデルガンチャレンジャー。または、モデルガン・チャレンジャー。1983年創刊。1985年廃刊。

## 解説
モデルガンを中心とした銃専門雑誌として創刊。MGC (トイガンメーカー)の広報誌的な意味合いが強く、MGC製品の宣伝や歴史等についての誌面が多い。当然広告もMGCおよび関連企業がほとんどでライバルメーカーについてはほとんど触れられていないか、取り上げても僅かであった。海外レポーター兼タレントとしてIchiro Nagataを起用し、シューターワンを使用したモデルガンのシューティングマッチを提唱し、その普及に努めた。エアソフトガンの台頭により、その後モデルガンのシューティングマッチは衰退したが競技会スタイルの遊戯銃イベントを世間に認知、普及させた事はMGCとモデルガンチャレンジャーの功績である。

## 主な記事内容
- 実銃レポート
- モデルガンレポート

## 主なライター
- くろがねゆう
- Ichiro Nagata
- ショットガンマーシー
- 拳法子
- 明日蘭
- Hitoshi Mori
- HIRO